# Hermann Henselmann

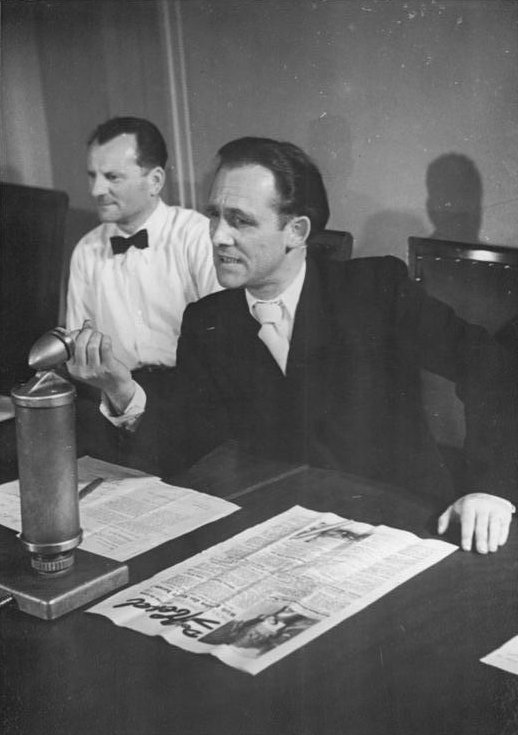
Hermann Henselmann (1949)

Hermann Henselmann (3 de febrero de 1905, Roßla - 19 de enero de 1995, Berlín) fue un arquitecto alemán famoso por sus edificios construidos en Alemania Oriental en las décadas de 1950 y 1960.

## Primeros años
Henselmann estudió en la escuela Kunstgewerbe de Berlín entre 1922 y 1925. Sus primeros proyectos, como una casa en el Lago de Ginebra, cerca de Montreux (1930), eran de estilo moderno, mostrando una clara influencia de la Bauhaus. Debido a esto, y a su ascendencia parcialmente judía, el gobierno nazi le impidió trabajar como arquitecto privado.

## Realismo socialista

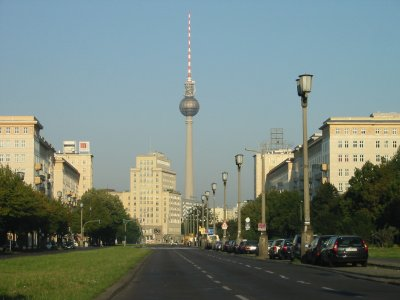
Karl-Marx-Allee, hacia Strausberger Platz. Al fondo se puede ver la Torre de telecomunicaciones de Berlín en Alexanderplatz (el diseño inicial de la torre fue realizado por Henselmann)

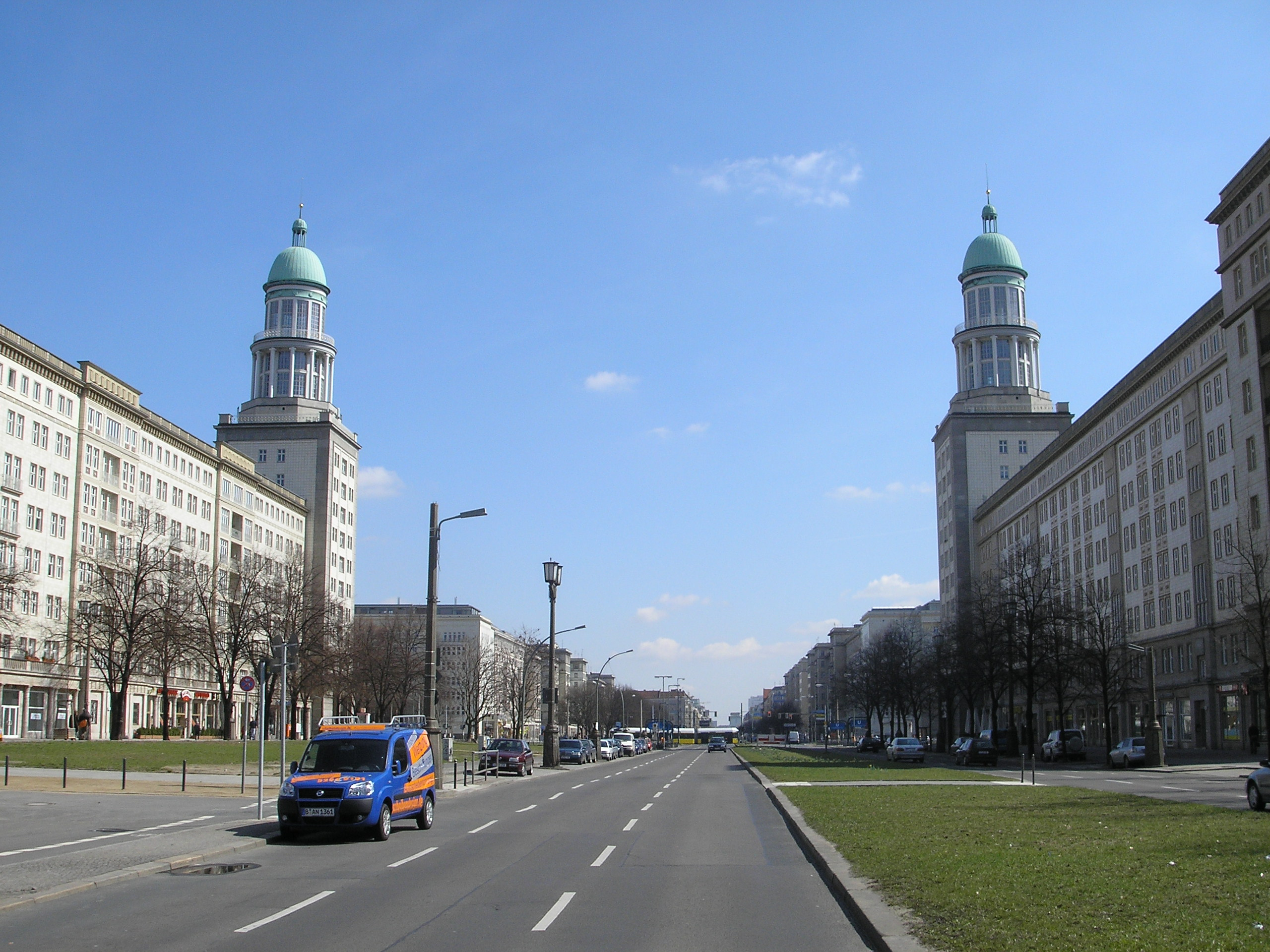
Frankfurter Tor, Berlín

Tras la Segunda Guerra Mundial fue nombrado arquitecto jefe de la ciudad de Gotha y posteriormente de Weimar, en la zona soviética de Alemania, aunque sus proyectos recibieron fuertes críticas por su estilo moderno. Trabajó en el grupo de urbanismo de Hans Scharoun, que intentaba convertir a los líderes del SED al modernismo, aunque, al contrario que Scharoun, Henselmann permaneció en Berlín Oriental tras su rechazo. Su neoclásico edificio Weberwiese en Berlín, blasonado con citas de su amigo Bertolt Brecht (quien le convenció personalmente de que no se fuera a Berlín Occidental) anunció su conversión al revivalismo del estilo conocido como realismo socialista o arquitectura estalinista. Henselmann diseñaría posteriormente las torres de cada extremo de Stalinallee (renombrada Karl-Marx-Allee en la década de 1960), en Frankfurter Tor y Strausberger Platz, que mostraron influencias de Karl Friedrich Schinkel y las siete hermanas, los rascacielos estalinistas en Moscú.

## Regreso al movimiento moderno

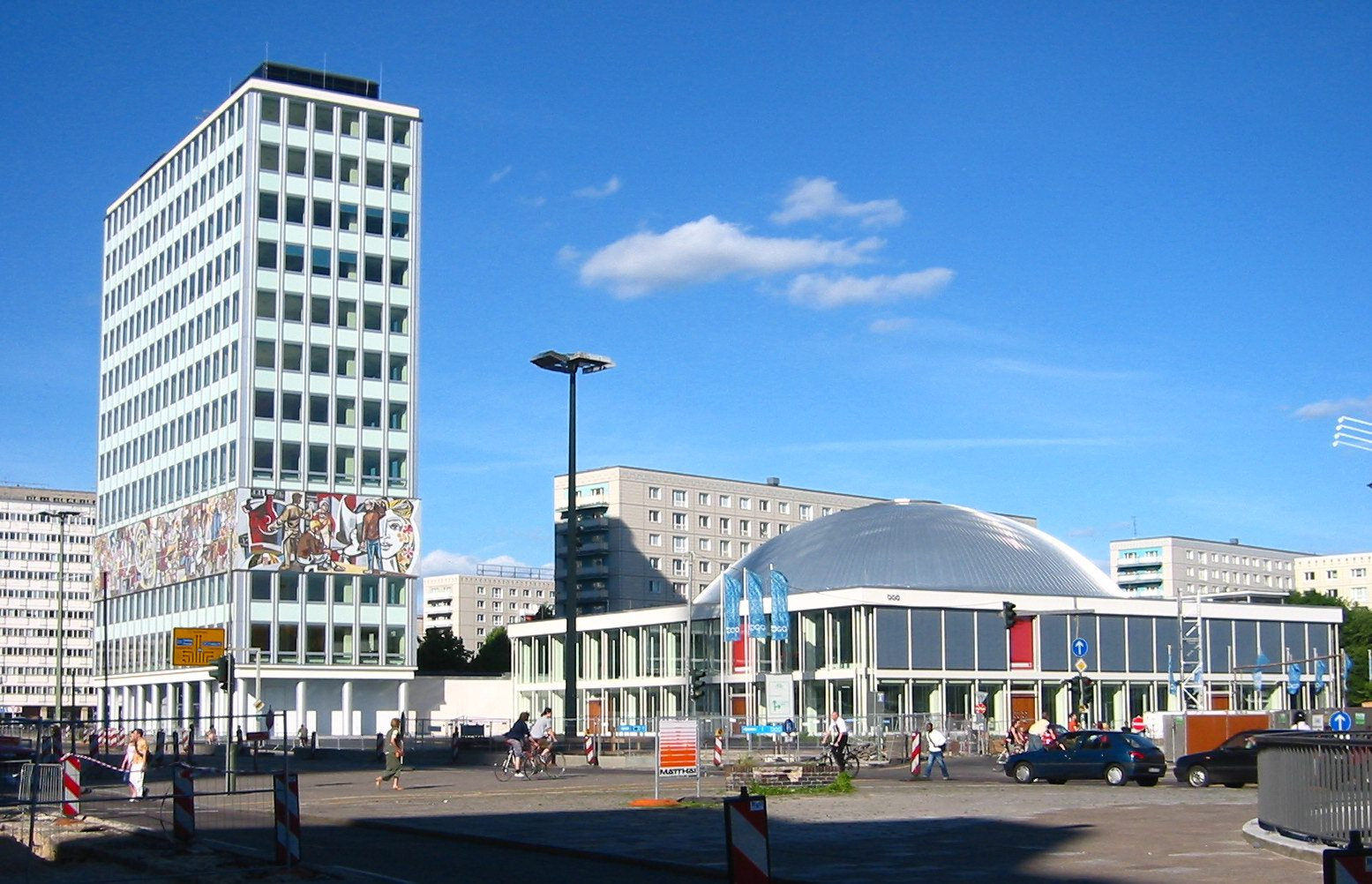
Haus des Lehrers y Palacio de Congresos, Berlín

Henselmann fue designado arquitecto jefe de la ciudad de Berlín en 1953 y ocupó varios cargos de urbanismo hasta su jubilación. Tras la muerte de Iósif Stalin y la rehabilitation del modernismo, Henselmann volvió a su estilo anterior, diseñando edificios emblemáticos para Berlín Oriental como la Haus des Lehrers (Casa de Profesores) y el Palacio de Congresos en Alexanderplatz y el complejo de viviendas de Leninplatz (renombrada Platz der Vereinten Nationen o Plaza de las Naciones Unidas en 1992, y se retiró la gran estatua de Lenin). Los planos de una 'Signal Tower' realizados en 1958 se convirtieron en los primeros planos de la torre de telecomunicaciones de Berlín, completada en 1969. Otros proyectos en altura tardíos con estilo modernista fueron la Jen-Tower en Jena y una torre para la Universidad de Leipzig con forma de libro abierto. Los últimos proyectos de Henselmann dieron una apariencia moderna y tecnocrática a la República Democrática Alemana, semejante a los rascacielos construidos al mismo tiempo en Fráncfort. Rechazó su breve período de realismo socialista como una "enfermedad juvenil", aunque sus edificios en Karl-Marx-Allee son en la actualidad monumentos protegidos. Henselmann se jubiló como arquitecto en 1972.

## Edificios seleccionados

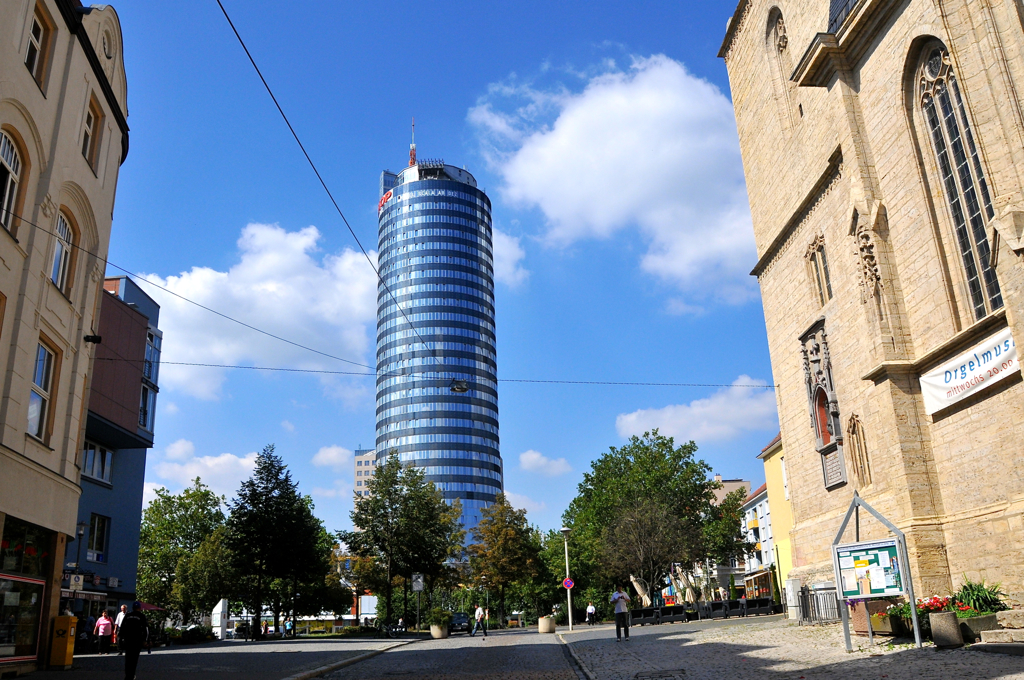
Jen-Tower, Jena

- 1929-1931: Villa Kenwin, La Tour-de-Peilz, Chemin du Vallon 19, 1820 Montreux (Suiza), con Alexander Ferenczy[1]
- 1931–1932: Heinecke House, Kleinmachnow (cerca de Berlín)
- 1945: Concepto de "Neubauernsiedlung Großfurra", un asentamiento para agricultores en granjas recién despejadas, con 30 unidades residenciales del tipo "Thüringen" (primer asentamiento de este tipo en Alemania tras la Segunda Guerra Mundial).[2]
- 1951: Weberwiese, Berlín
- 1953–1956: Torres en Frankfurter Tor y Strausberger Platz, Karl-Marx-Allee, Berlín
- 1958: Diseño de una torre de televisión (primera versión de la Torre de telecomunicaciones de Berlín, 1969)
- 1961–1964: Haus des Lehrers, Alexanderplatz, Berlín
- 1968–1970: Leninplatz, Berlín (desde 1992, Platz der Vereinten Nationen)
- 1968: City-Hochhaus Leipzig, antiguo edificio de la Universidad de Leipzig
- 1972: Jen-Tower, Jena